# Florence R. Sabin
Florence R. Sabin (ur. 9 listopada 1871 w Central City (Kolorado), zm. 3 października 1953 w Denver) – amerykańska naukowiec, działała na polu anatomii i zdrowia publicznego.
Była pierwszą kobietą-profesorem na Johns Hopkins School of Medicine, pierwszą kobietą wybraną do amerykańskiej National Academy of Sciences i pierwszą kobietą kierującą wydziałem na Rockefeller Institute for Medical Research. W 1951 roku przyznano jej Nagrodę Laskera.